# Germain Doucet
Germain Doucet, dit sieur de La Verdure, né vers 1595, serait originaire de Couperoue en Brye (Coupru en Brie), en France, il était un commandant militaire français en Acadie coloniale. Il est l'ancêtre de la majorité de ceux qui portent le nom Doucet en Amérique du Nord. 
La carrière nord-américaine de Germain Doucet débuta lorsqu'il entama une association avec Charles de Menou d'Aulnay de Charnizay, capitaine et futur gouverneur de l'Acadie. Germain Doucet est arrivé à La Hève, en 1632, avec d’Aulnay et Isaac de Razilly. De 1635 à 1645, il y servit en tant que capitaine d'armes du fort Pentagouët (Castine (Maine)) et, après la mort de Charles de Menou d'Aulnay en 1650, en qualité de commandant de Port-Royal (Nouvelle-Écosse). Les Anglais, sous le commandement du major général du Massachusetts Robert Sedgwick, capturèrent Port-Royal le 15 août 1654. En vertu de la reddition, Doucet a été forcé de quitter l'Acadie de façon définitive, et est retourné en France. 
Germain Doucet eut au moins trois enfants, Pierre (né en France vers 1621), Marguerite-Louise-Judith Doucet (né en France vers 1625) et Jeanne NN (Kagijonais nation Mi'qmak) qui a épousé Pierre LeJeune dit Briard. Il a probablement eu un quatrième enfant, né vers 1641, qui s'appelait aussi Germain. Cependant, certains maintiennent que celui-ci n'était pas le fils biologique de Germain Doucet (né vers 1595). Ses fils Pierre et Germain et sa fille Marguerite sont demeurés en Acadie. Vers 1640, Pierre se maria avec Henriette Pelletret. Germain fils s'est marié avec Marie Landry et Marguerite a épousé Abraham Dugas. Le nom de l'épouse de Germain Doucet père est incertain. Certains généalogistes proposent qu'elle fut Marie Bourgeois car l'acte de la capitulation de Port-Royal de 1654 stipule que Jacques (Jacob) Bourgeois était le beau-frère de Germain Doucet.